# Maciej Kazimierz Sarbiewski
Maciej Kazimierz Sarbiewski (Sarbiewo, 24 febbraio 1592 – Varsavia, 2 aprile 1640) è stato un poeta polacco uno dei più importanti autori in lingua latina dalla caduta dell'Impero romano d'Occidente e primo autore polacco ad essere celebrato al di fuori del proprio Paese, scrittore nazionale polacco prima di Henryk Sienkiewicz.

## Biografia
Maciej Kazimierz Sarbiewski nacque a Sarbiewo presso Płock nel Ducato di Masovia il 24 febbraio 1595. Entrò nella Compagnia di Gesù a Vilna il 25 luglio 1612. Dopo avere studiato a Brunsberg (1612-1617) fu per alcuni anni docente di retorica nel Collegio dei nobili di Kroze e Polotsk. Dal 1622 al 1625 studiò teologia a Roma, dove fu ordinato sacerdote nel 1623. A Roma fu incoronato Poeta Laureatus da Urbano VIII. Durante il suo soggiorno a Roma, Sarbiewski lavorò alla revisione degli inni del Breviario romano con i confratelli Famiano Strada, Tarquinio Galluzzi, e Girolamo Petrucci. Nel 1625 fu richiamato in Polonia; nello stesso anno apparve a Colonia la prima edizione dei suoi carmi (Lyricorum libri tres), che gli portò una rinomanza internazionale. Visse in patria sino alla morte: come insegnante, e, negli ultimi cinque anni predicatore alla corte di Ladislao IV. Morì a Varsavia il 2 aprile 1640.
Ultimo umanista polacco, Sarbiewski ha saputo infondere alle forme oraziane, da lui imitate con singolare perizia, la sua profonda fede cattolica e il suo schietto sentimento della natura che egli sa esprimere con ricca modulazione e talvolta con accenti sorprendentemente moderni (così specialmente nei postumi silviludia poetica). I suoi Lyricorum libri IV (dove ha spesso anche felici spunti politici, per esempio negli appelli ai principi De recuperando Orientis imperio, De recuperandis Graeciae provinciis, ecc.), il Liber Epodon (contenente, tra l'altro, un'efficace descrizione delle bellezze del Lago di Bracciano) e l'Epigrammatum Liber unus hanno avuto nei secoli scorsi una grande notorietà e diffusione, specialmente in Inghilterra, dove già nel 1646 era stata fatta una traduzione delle Odi del Sarbiewski.
Con l’inedito De acuto et arguto, steso nel 1626-27 e risalente a lezioni del 1619-20, Sarbiewski fu, con Matteo Pellegrini, Emanuele Tesauro e Baltasar Gracián uno dei massimi teorici del concettismo barocco.

## Opere
- Lyricorum libri tres, Epigrammatum liber unus, Colonia 1625 (più volte riediti);
- Lyricorum libri IV, Epodon liber unus, alterque Epigrammatum, Anversa 1632.
- Poemata omnia, a cura di Thaddeus Wall (1892).